# Johan Werkmäster
Mats Johan Erik Werkmäster, född 5 oktober 1955 i Falu Kristine församling i Dalarnas län, är en svensk författare, kultur- och reseskribent. 

## Biografi
Werkmäster debuterade 1983 med novellsamlingen Den kvarglömda överrocken där flera berättelser gestaltar omskakande upplevelser under en resa 1976 i militärdiktaturens Argentina. Därefter har han publicerat ett stort antal böcker i olika genrer, förutom skönlitteratur bland annat flera reseskildringar samt en doktorsavhandling i litteraturvetenskap om författaren Pär Rådström.
Werkmäster är också verksam som författare av LL-böcker, lättlästa böcker för människor med läshandikapp. Förutom att skriva egna lättlästa berättelser har han återberättat ett stort antal verk av andra författare till lättläst.
Han är sedan 1984 gift med Christina Holmås (född 1955).

## Priser och utmärkelser
- 1999 - Göteborgs stads kulturstipendium
- 2000 - Västra Götalands läns kulturstipendium
- 2002 – Göteborgs Stads författarstipendium
- 2017 - Taormina Media Award, Premio Wolfgang von Goethe
- 2017 - Mölndals stads kulturstipendium
- 2021 - Studieförbundet Vuxenskolans Lättläst-pris